# Bivio
Bivio (en alemán y oficialmente hasta 1902 Stalla, en romanche: Beiva) era una comuna suiza del cantón de los Grisones, situada en el distrito de Albula, círculo de Surses. Limitaba al norte con las comunas de Marmorera y Sur, al este con Bever y Silvaplana, al sur con Sils im Engadin/Segl y Bregaglia, y al oeste con Avers y Mulegns. El 1 de enero de 2015 se fusionó con las antiguas comunas de Cunter, Marmorera, Mulegns, Riom-Parsonz, Salouf, Savognin, Sur y Tinizong-Rona para constituir la nueva comuna de Surses.

## Lengua
El italiano es la única lengua oficial de la comuna, aunque la mayoría de la población de la comuna es trilingüe y habla y/o comprende romanche, italiano y alemán, lo que la convierte de facto en la única comuna trilingüe de Suiza. 

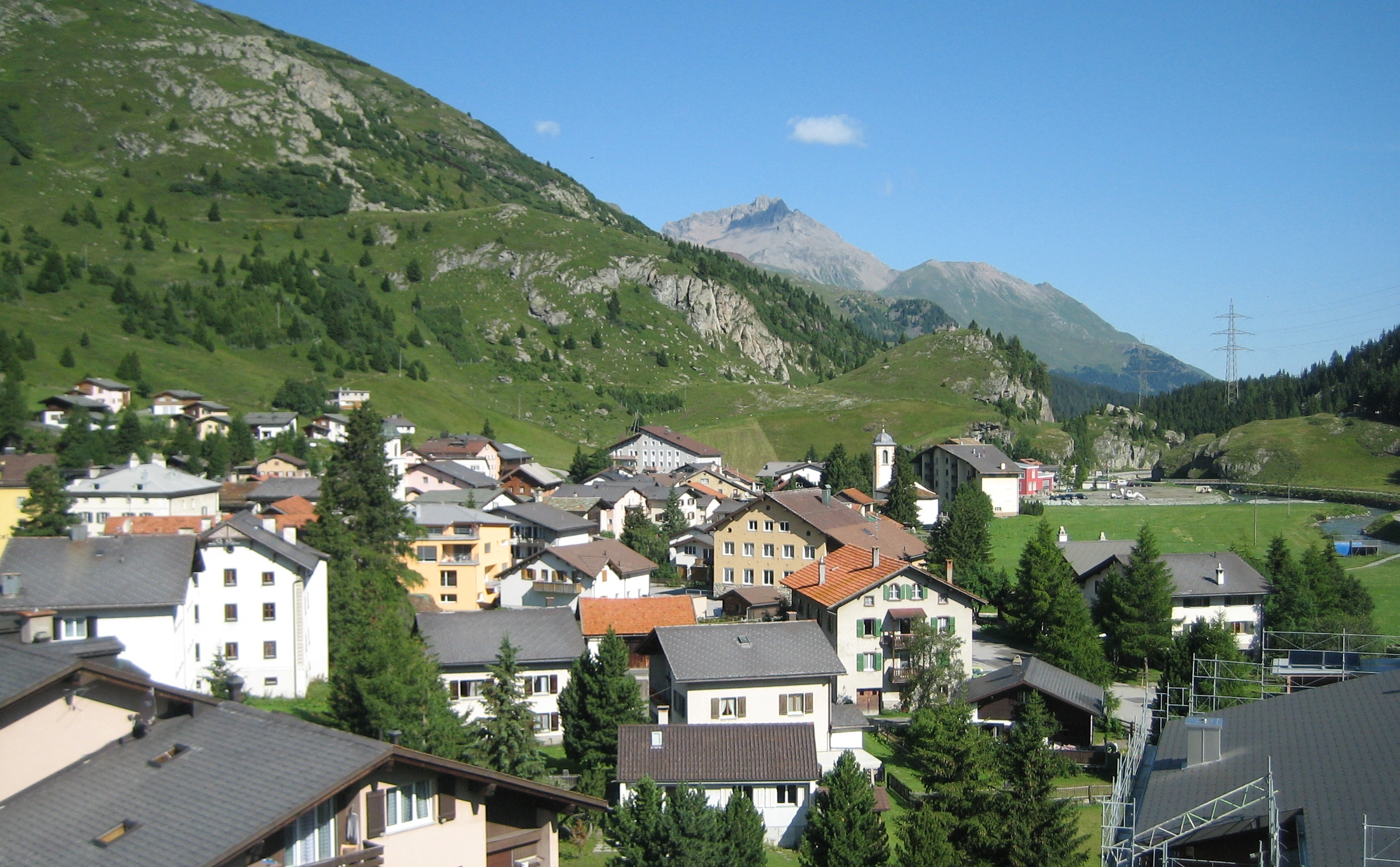
Vista de Bivio.